# Соціал-демократичний альянс (Ісландія)
Соціал-демократичний альянс (ісл. Samfylkingin) — ісландська лівоцентристська політична партія. Заснована у 2000 році, член Соціалістичного інтернаціоналу.
Офіційною датою утворення альянсу вважається 2000 рік, коли, після участи єдиним блоком у парламентських виборах 1999 року, партії «Національне Пробудження», «Народний Союз», Соціал-демократична партія та «Жіночий Список» об'єднались в єдину політичну силу.

## Участь у виборах
На парламентських виборах в Ісландії, котрі відбулись 10 травня 2003 року, альянс набрав 30,95 % голосів, зайнявши, при цьому, 20 депутатських місць. Партія фінішувала другою, пропустивши вперед тільки консервативну Партію незалежності.
У 2007 році, на чергових парламентських виборах, котрі пройшли 12 травня, партія дещо послабила позиції, посівши 2-е місце, але вже з 18-а мандатами в альтингу, здобувши 26,76 % підтримки. Передувала знову «Партія незалежності» з, майже, 37-відсотковим результатом.
В 2009 році, на позачергових парламентських виборах, спричинених економічною кризою, партія, котра в лютому 2009 року сформувала правлячу коаліцію з «Ліво-зеленим рухом», отримала впевнену перемогу з результатом 29,79 %, або 20 місць. Другою була «Партія незалежності», третім — партнер по коаліції «Ліво-зелений рух». Таким чином, правлячий блок отримав більшість в парламенті.
На парламентських виборах у 2013 році партія, очолена чинним прем'єр-міністром Йоуганною Сігюрдардоуттір, здобула лише 10 місць, що призвело до відходу від політики 70-річної лідерки альянсу.
29 жовтня 2016 року, на дострокових парламентських виборах, спричинених «офшорним» скандалом за участи прем'єр-міністра Сігудура Гуннлейсона, альянс зазнав чергового фіаско, посівши лише сьоме місце, з підтримкою виборців 5.8 % (3 депутатських місця).
На позачергових парламентських виборах 29 жовтня 2017 року партія зайняла 3-є місце, набравши 12,1 % голосів виборців, що дало змогу отримати 7 депутатських місць.
| Вибори | Голосів | %    | Місць   | +/–  | Позиція | Уряд     |
| ------ | ------- | ---- | ------- | ---- | ------- | -------- |
| 1999   | 44,378  | 26.8 | 17 / 63 | ▬ 17 | ▬ 2nd   | Опозиція |
| 2003   | 56,700  | 31.0 | 20 / 63 | ▲ 3  | ▬ 2nd   | Опозиція |
| 2007   | 48,743  | 26.8 | 18 / 63 | ▼ 2  | ▬ 2nd   | Коаліція |
| 2009   | 55,758  | 29.8 | 20 / 63 | ▲ 2  | ▲ 1st   | Коаліція |
| 2013   | 24,292  | 12.9 | 9 / 63  | ▼ 11 | ▼ 3rd   | Опозиція |
| 2016   | 10,893  | 5.7  | 3 / 63  | ▼ 6  | ▼ 7th   | Опозиція |
| 2017   | 23,652  | 12.1 | 7 / 63  | ▲ 4  | ▲ 4th   | Опозиція |
| 2021   | 19,825  | 9.9  | 6 / 63  | ▼ 1  | ▬ 4th   | Опозиція |

## Лідери
- Інгібйорг Сольсрун Гісладоттір (2005—2009)[6]
- Йоуганна Сігюрдардоуттір
- Арні Пел Арнасон[7]